# Allanche
Allanche é uma comuna francesa na região administrativa de Auvérnia-Ródano-Alpes, no departamento de Cantal. Estende-se por uma área de 50,83 km². Em 2010 a comuna tinha 814 habitantes (densidade: 16 hab./km²).